# 쓰촨밭쥐
쓰촨밭쥐(Volemys millicens)는 비단털쥐과에 속하는 설치류의 일종이다. 중국 쓰촨성 북서부에서만 발견된다. 쓰촨밭쥐는 마리밭쥐속에 속하는 두 종의 하나이고, 나머지 종은 마리밭쥐(Volemys musseri)이다.

## 분포
중국 쓰촨 성 북서부 워룽 국립 자연 보존구에서 발견되며, 원촨 차오포(草坡), 헤이수이허(黑水河), 펑퉁자이(蜂桶寨), 안자하(鞍子河) 룽시홍커우 국립 자연 보존구에서도 발견된다.